# 巴豆酸乙酯
巴豆酸乙酯（英語：ethyl crotonate）是一种有机化合物，化学式C6H10O2，可见于梨果仙人掌、牛心番荔枝、番木瓜等物种。